# Hifumi Abe
Hifumi Abe (阿部一二三?, Abe Hifumi; Kōbe, 9 agosto 1997) è un judoka giapponese.

## Biografia
Fratello della judoka Uta Abe, ai Giochi olimpici giovanili estivi di Nanchino 2014 ha vinto la medaglia d'oro in rappresentanza del Giappone nel torneo dei 66 chilogrammi, battendo in finale l'ucraino Bogdan Iadov. Nel torneo misto è stato selezionato nel Team Xian, con Chiara Carminucci, Naomi de Bruine, Jolan Florimont, Brillith Gamarra Carbajal, Felix Penning e Idan Vardi ed ha vinto la medaglia di bronzo. È stato quattro volte campione del mondo, iridato ai mondiali di Budapest 2017, Baku 2018, Tashkent 2022 e Doha 2023, mentre a Tokyo 2019 ha vinto l'argento.
La federazione giapponese per decidere il judoka da convocare ai Giochi olimpici estivi di Tokyo 2020 nella categoria 66 chilogrammi, ha organizzato un incontro secco tra di lui e Joshiro Maruyama, da lui vinto. Il 25 luglio 2021 ha vinto l'oro nella categoria 66 chilogrammi ai Giochi olimpici di Tokyo 2020. Lo stesso giorno la sorella si è laureata campionessa olimpica nei -52 chilogrammi.

## Palmarès

### Olimpiadi
| Evento                   | Data           | Località | Paese    | Categoria  | Risultato |
| ------------------------ | -------------- | -------- | -------- | ---------- | --------- |
| Olympic Games Tokyo 2020 | 24 luglio 2021 | Tokyo    | Giappone | -66 kg     | Oro       |
| Olympic Games Tokyo 2020 | 31 luglio 2021 | Tokyo    | Giappone | Mixed Team | Argento   |
| Olympic Games Paris 2024 | 28 luglio 2024 | Parigi   | Francia  | -66 kg     | Oro       |
| Olympic Games Paris 2024 | 03 agosto 2024 | Parigi   | Francia  | Mixed Team | Argento   |

- Campionati mondiali di judo

Budapest 2017: oro nei 66 kg.
Baku 2018: oro nei 66 kg.
Tokyo 2019: bronzo nei 66 kg.
Tashkent 2022: oro nei 66 kg.
Doha 2023: oro nei 66 kg.
Budapest 2025: bronzo nei 66 kg.
- Campionati mondiali juniores di judo

Fort Lauderdale 2014: argento nei 66 kg.

### Olimpiadi giovanili
| Evento                             | Data           | Località | Paese | Categoria | Risultato |
| ---------------------------------- | -------------- | -------- | ----- | --------- | --------- |
| Youth Olympics Games Nanchino 2014 | 17 agosto 2014 | Nanjing  | Cina  | -66 kg    | Oro       |

### IJF World Tour
| Evento                  | Data             | Località     | Paese      | Categoria | Risultato |
| ----------------------- | ---------------- | ------------ | ---------- | --------- | --------- |
| Grand Slam Tokyo        | 05 dicembre 2014 | Tokyo        | Giappone   | -66 kg    | Oro       |
| Grand Prix Ulaanbaatar  | 03 luglio 2015   | Ulan Bator   | Mongolia   | -66 kg    | Argento   |
| Grand Prix Tashkent     | 01 ottobre 2015  | Tashkent     | Uzbekistan | -66 kg    | Oro       |
| Grand Slam Tyumen       | 16 luglio 2016   | Tjumen'      | Russia     | -66 kg    | Oro       |
| Grand Slam Tokyo        | 02 dicembre 2016 | Tokyo        | Giappone   | -66 kg    | Oro       |
| Grand Slam Paris        | 11 febbraio 2017 | Parigi       | Francia    | -66 kg    | Oro       |
| Grand Slam Tokyo        | 02 dicembre 2017 | Tokyo        | Giappone   | -66 kg    | Oro       |
| Grand Slam Ekaterinburg | 17 marzo 2018    | Ekaterinburg | Russia     | -66 kg    | Oro       |
| Grand Prix Zagreb       | 27 luglio 2018   | Zagabria     | Croazia    | -66 kg    | Bronzo    |
| Grand Slam Osaka        | 23 novembre 2018 | Osaka        | Giappone   | -66 kg    | Argento   |
| Grand Slam Osaka        | 22 novembre 2019 | Osaka        | Giappone   | -66 kg    | Oro       |
| Grand Slam Düsseldorf   | 21 febbraio 2020 | Düsseldorf   | Germania   | -66 kg    | Oro       |
| Grand Slam Antalya      | 01 aprile 2021   | Adalia       | Turchia    | -66 kg    | Oro       |
| Grand Slam Budapest     | 08 luglio 2022   | Budapest     | Ungheria   | -66 kg    | Oro       |
| Grand Slam Tokyo        | 02 dicembre 2023 | Tokyo        | Giappone   | -66 kg    | Oro       |
| Grand Slam Antalya      | 29 marzo 2024    | Adalia       | Turchia    | -66 kg    | Oro       |